# ألكسندر الثامن
البابا ألكسندر الثامن (22 أبريل 1610 – 1 فبراير 1691)، المولود باسم بيترو فيتو أوتوبوني، هو البابا من 6 أكتوبر 1689 حتى وفاته في 1691. وهو آخر بابا يحمل اسم البابوية «ألكسندر» لدى انتخابه لمنصب البابوية حتى الآن.

## سيرة حياته

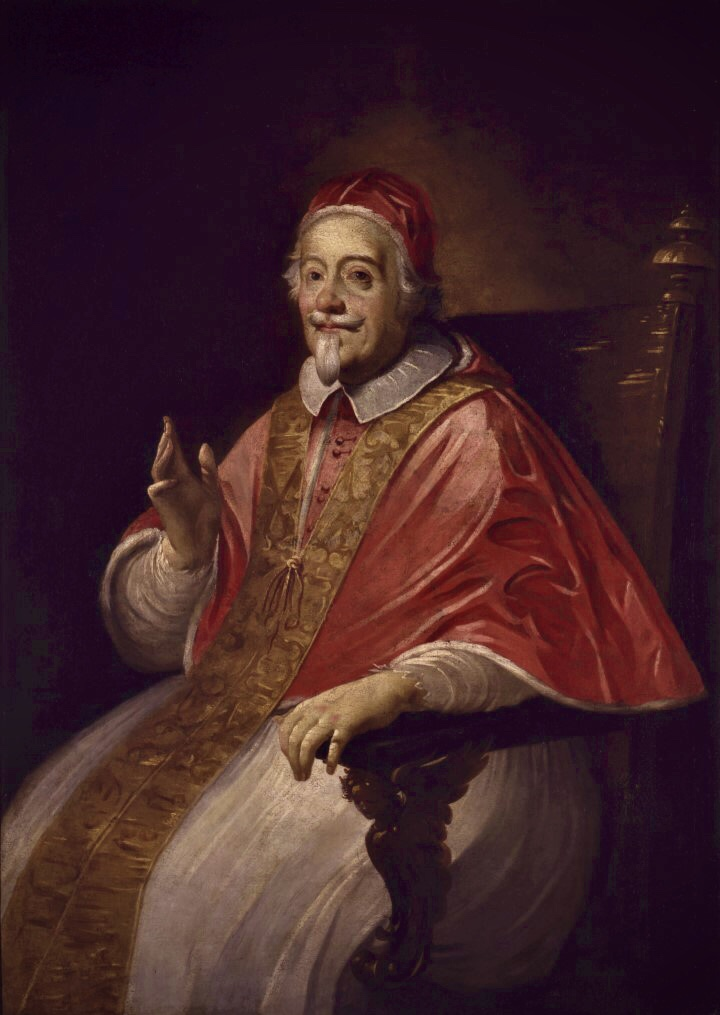
صورة للكاردينال بيترو أوتوبوني

### مراحل حياته الأولى
وُلد بيترو فيتو أوتوبوني في عام 1610 لعائلة نبيلة من البندقية، وهو الأصغر بين تسعة أطفال لفيتوريا تورنيللي وماركو أوتوبوني، المستشار الكبير لجمهورية البندقية.
أجرى دراساته المبكرة بعبقرية ملحوظة في جامعة بادوفا، حيث حصل في عام 1627 على درجة الدكتوراه في القانون الكنسي والقانون المدني. ذهب أوتوبونى إلى روما أثناء فترة بابوية البابا أوربان الثامن وتولى مناصبًا إدارية في المحكمة العليا، ثم شغل فيما بعد منصب حاكم مدن تيرني ورييتى وتشيتا دي كاستيلو وسبوليتو. وشغل منصب مدقق الحسابات في محكمة الاستئناف العليا الرومانية المقدسة.

### الأسقفية والكاردينالية
عيّنه البابا إينوسنت العاشر لمنصب الكاردينالية، وفي عام 1652 واستجابة لطلب حكومة البندقية عُين كاردينالًا قسًا لسان سالفاتور في لاورو. عُين أسقفًا لمدينة بريشيا في عام 1654 وحصل فيما بعد على تكريس أسقفي في كنيسة سان ماركو في روما. أمضى عقداً هادئاً في أبرشيته. وفضّل أن يكون كاردينالًا قسًا من سان ماركو في عام 1660 واستقال من منصب أسقف بريشيا في عام 1664. فضّل أوتوبوني أيضًا أن يصبح كاردينالًا قسًا لسانتا ماريا في تراستيفير في عام 1677 ثم في وقت لاحق كاردينالًا قسًا لسانتا براسيدي في عام 1680. أصبح كاردينالًا أسقفًا لسابينا في عام 1681 ثم إلى فراسكاتي في عام 1683. وكانت آخر مبادلة له تلك التي جرت في بورتو إي سانتا روفينا في عام 1687. كان أوتوبوني أيضًا نائب عميد مجمع الكرادلة من عام 1687 إلى انتخابه للبابوية.

### البابوية
نجح سفير لويس الرابع عشر ملك فرنسا (1643-1715) في تدبير انتخابه في 6 أكتوبر 1689، خلفًا للبابا إينوسنت الحادي عشر (1676-8916)، ومع ذلك، وبعد أشهر من المفاوضات، شجب ألكسندر الثامن في النهاية البيان الذي أصدره رجال الدين الفرنسيون في عام 1682 بشأن حريات الكنيسة الغاليكانية.
اختار اسم «ألكسندر الثامن» البابوي كتعبير عن امتنانه للكاردينال فلافيو تشيغي، ابن شقيق البابا ألكسندر السابع الذي ساعد أيضًا في دعم ترشيحه. نصّب الكاردينال بروتوديكون فرانشيسكو مايداليتشيني أوتوبونى بابًا في 16 أكتوبر 1689 واستحوذ على كاتدرائية القديس يوحنا اللاتراني في 28 أكتوبر 1689.
كان ألكسندر الثامن كبيرًا في السن ولكن ذو بنية قوية، وقيل إنه دبلوماسي مقتدر. تمكن من تدمير معظم العمل الجيد لسلفه خلال فترة ولايته القصيرة. أُنفقت جميع الأموال التي ادخرها البابا إينوسنت الحادي عشر على إثراء عائلة أوتوبني وقال لكاردينال: «ليس لدي وقت لأضيعه، انتهى اليوم بالكاد بالنسبة لي!»
كان ألكسندر الثامن تقريبًا ثمانينيًا عندما انتُخب للبابوية، والتي دامت لفترة ستة عشر شهرًا فقط، والتي لم ينجز خلالها سوى القليل من الأعمال المهمة. استغل لويس الرابع عشر، الذي أصبح وضعه السياسي وقتها في غاية الخطورة، التصرفات السلمية للبابا الجديد، فاستعاد أفينيون، وتخلى عن حق اللجوء المُساء استخدامه منذ فترة طويلة للسفارة الفرنسية.

### التطويب وإعلان القداسة
أكد ألكسندر الثامن على عبادة القديسة كينغا من بولندا في 11 يونيو 1690 والتي كانت بمثابة التطويب. في 16 أكتوبر 1690، أعلن قداسة العديد من القديسين: باسكال بايلون، ولورينزو جوستينياني، وجون ساهغون، وجون أوف غود، وجون أوف كابيسترانو.

### المجالس الكنيسية
استحدث البابا 14 كاردينالًا في ثلاثة مجالس كنيسية ورقى بعض الأفراد مثل حفيده بيترو أوتوبوني في استعادة المحسوبية التي لم يكن لها مثيل في فترة ولاية سلفه.

### وفاته ودفنه
توفي ألكسندر الثامن في 1 فبراير 1691. كلف حفيده، الكاردينال بيترو أوتوبوني، ببناء ضريح القديس بطرس له، وصممه الكونت أريغو دي سان مارتينو. نحت انجيلو دى روسى النقش البارز في القاعدة، بينما شكّل جيوسيبى برتوسى التمثال البرونزى للبابا.

## وصلات خارجية
- ألكسندر الثامن على موقع الموسوعة البريطانية (الإنجليزية)
- ألكسندر الثامن على موقع إن إن دي بي (الإنجليزية)

- الأسرة أوتوبوني